# Robusticoelotes pichoni
Robusticoelotes pichoni là một loài nhện trong họ Agelenidae.
Loài này thuộc chi Robusticoelotes. Robusticoelotes pichoni được Ehrenfried Schenkel-Haas miêu tả năm 1963.